# کارلز جونیور
رستوران کارلز جونیور با مسئولیت محدود (به انگلیسی: Carl's Jr. Restaurants LLC) یک رستوران فست فود زنجیره‌ای است که توسط شرکت هولدینگ رستوران‌های سی‌کی‌ئی اداره می‌شود و اغلب شعبه‌های آن در غرب و جنوب غربی ایالات متحده واقع است.
در سال ۲۰۱۶ نشریه اینترپرتر (کارآفرین) کارلز جونیور را در رتبه ۵۴ از لیست ۵۰۰ شرکت برتر قرار داد. در این رتبه‌بندی همه شرکت‌ها در همه زمینه‌ها در سراسر ایالات متحده از نظر قدرت مالی، ثبات و نرخ رشد بررسی شده بود.
در مارس سال ۲۰۱۶ شرکت سی‌کی‌ئی (شرکت مادر کارلز جونیور و هاردیز) در مجموع ۳٬۶۶۴ حق امتیاز یا شرکت و رستوران در ۴۴ ایالت آمریکا و ۳۸ کشور دیگر داشته‌است.

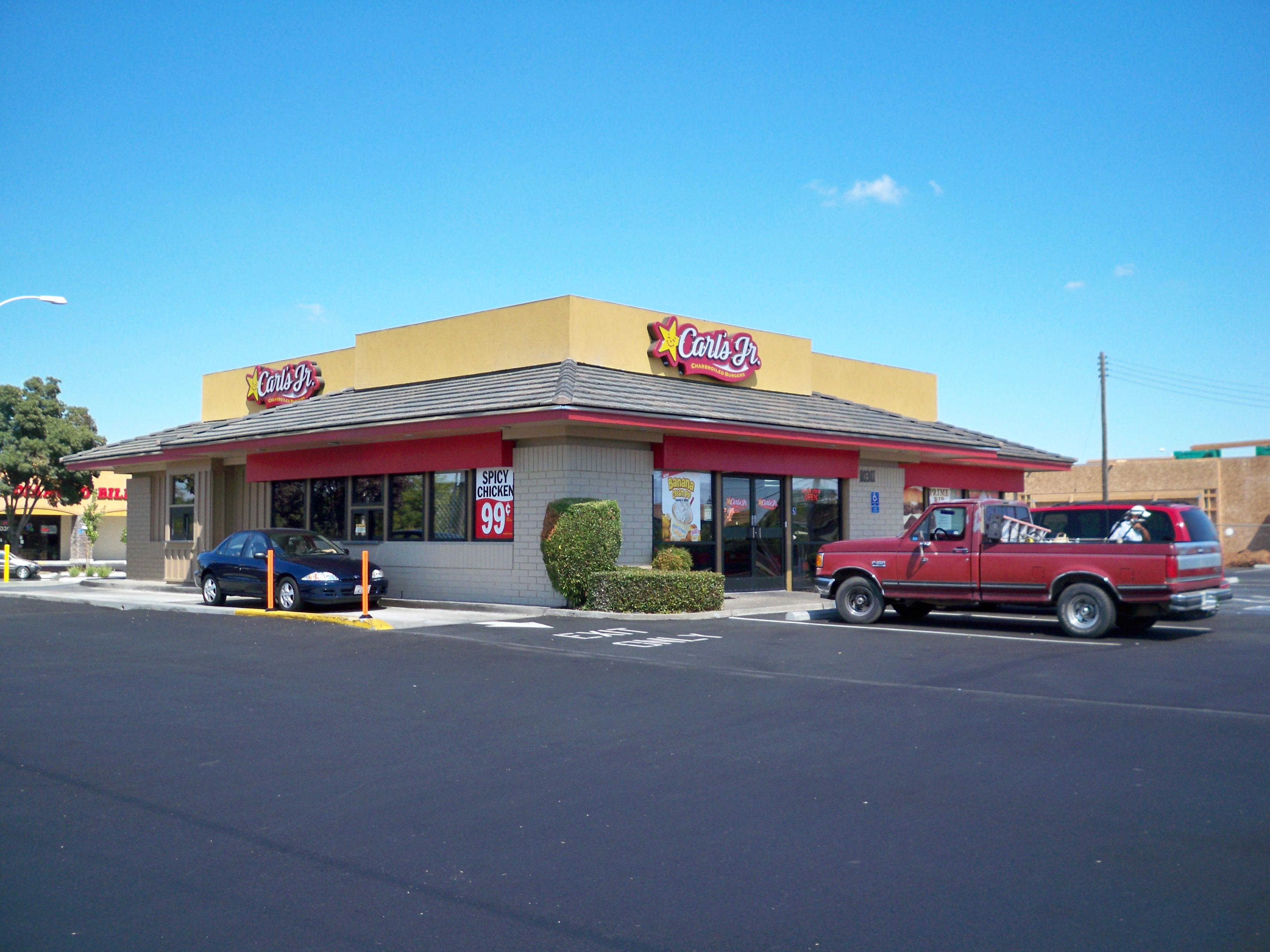
یک شعبه از رستوران کارلز جونیور در رانچو کوردووا، کالیفرنیا

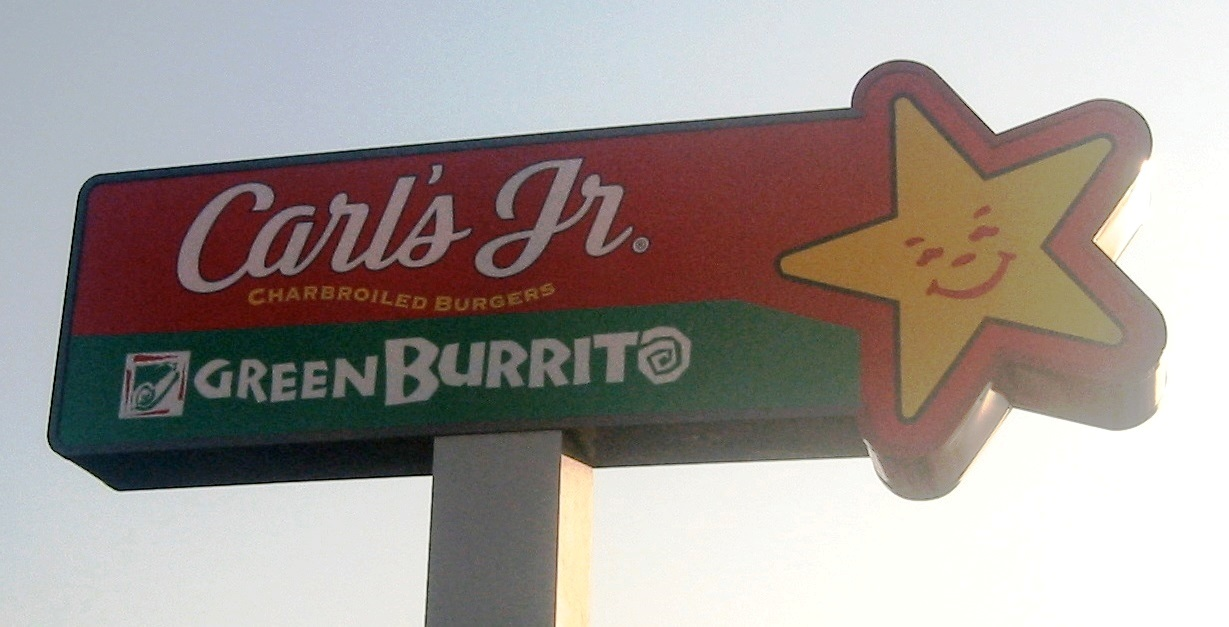
تابلوی کارلز جونیور و رستوران گرین باریتو در بل کالیفرنیا

## تاریخچه
کارل کارچر (۱۹۱۷–۲۰۰۸) و همسرش مارگارت (۱۹۱۵–۲۰۰۶) کارلز جونیور اولیه را در سال ۱۹۴۱ به عنوان یک هات‌داگ فروشی سیار در لس آنجلس تأسیس کردند.
در سال ۱۹۴۵ آن‌ها به آناهایم کالیفرنیا نقل مکان کردند و اولین رستوران باربیکیو کارلز را که به اتومبیل‌های پارک شده سرویس کامل می‌داد، افتتاح کردند.
در پی موفقیت این رستوران، کارل در سال ۱۹۵۶ کسب و کار خود را با بازکردن دو رستوران کارلز جونیور گسترش داد. یک رستوران در آناهایم و دیگری در نزدیکی شهر بریا در کالیفرنیا. این دو از آن رو جونیور (کوچک) نامیده شدند که نسخه‌های کوچکتری از رستوران کارلز اصلی بودند که به اتومبیل‌ها در پارکینگ سرویس می‌داد. در همان سال این رستوران‌های زنجیره‌ای رسماً به کارلز جونیور تغییر نام دادند و رستوران زنجیره‌ای فست فود راه اندازی شد.